# Orthops kalmii
Orthops kalmii is een wants uit de familie van de blindwantsen (Miridae). De soort werd het eerst wetenschappelijk beschreven door Carl Linnaeus in 1758. De wants is vernoemd naar Pehr Kalm.

## Uiterlijk
De langwerpig ovaal gevormde wants heeft als volwassen wants altijd volledige vleugels en kan 4 tot 5 mm lang worden. Het geel of groengele lichaam is bedekt met fijne gele haartjes en zeer variabele zwartbruine, soms roodbruine maar scherp begrensde tekening. Het gebied rond het scutellum, (de clavus) is zwart met vaak een lichte buitenrand. De pootjes zijn bruingeel en hebben donkere stekeltjes op de schenen. De antennes zijn bruinzwart met uitzondering van het lichter bruine eerste segment. De soort lijkt veel op de andere Nederlandse soorten uit het genus Orthops zoals Orthops campestris; die is echter meestal groen en heeft een minder scherp begrensde tekening. Hij lijkt ook op Orthops basalis.  

## Leefwijze
Net als de andere Orthops-soorten leeft de volwassen wants langs wegbermen in weilanden met kruiden op diverse schermbloemigen (Apiaceae) zoals wilde peen (Daucus carota). De soort overwintert als volwassen wants, de nieuw generatie volwassen wantsen wordt waargenomen vanaf juli, er is een enkele generatie per jaar.

## Leefgebied
De wants is zeldzaam in Nederland en komt voornamelijk voor in het zuiden. Het verspreidingsgebied is verder Palearctisch, van Europa tot Noord-Afrika en Oost-Siberië in Azië.